# Lorenzo Mattielli

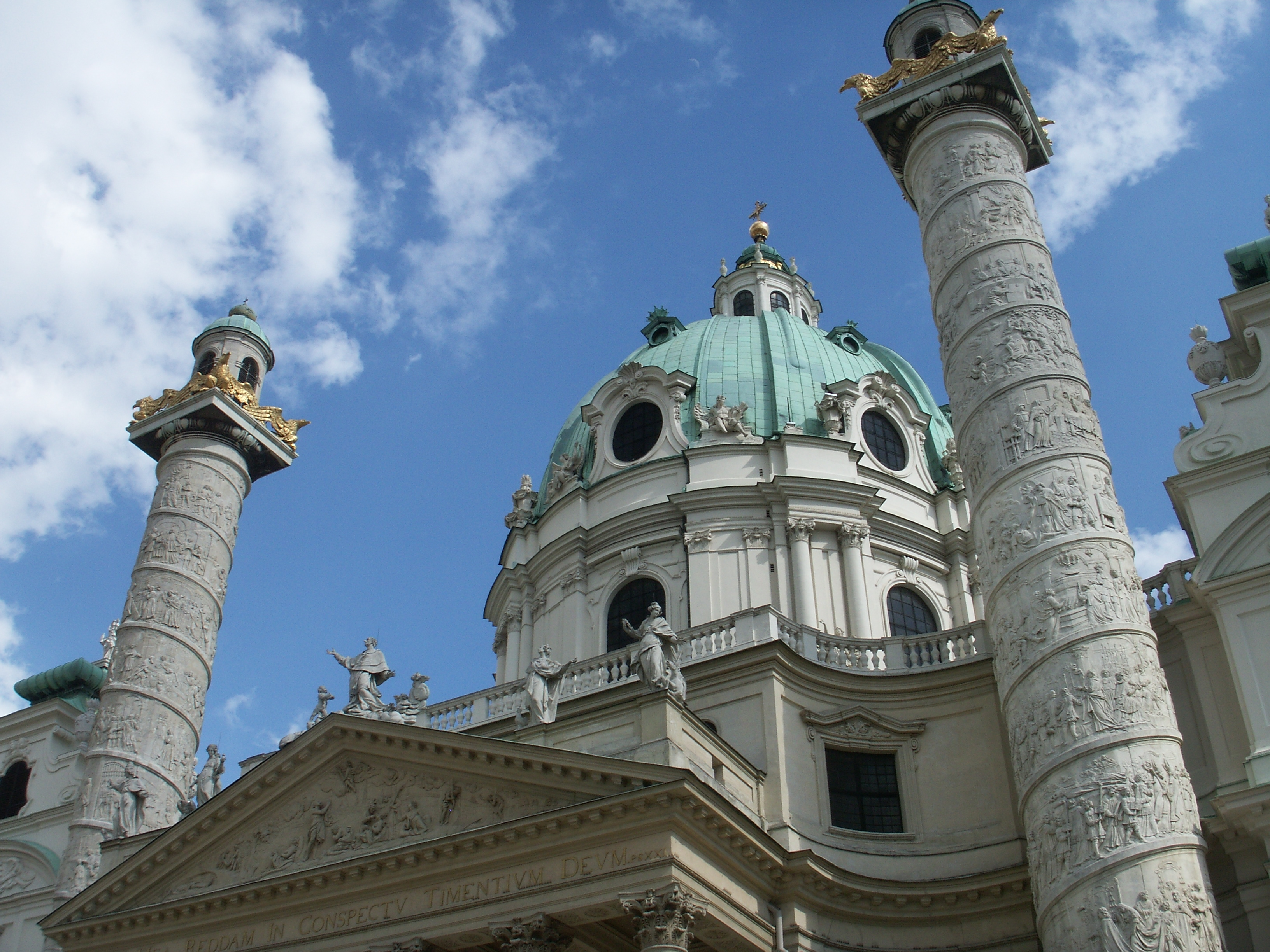
Wiener Karlskirche

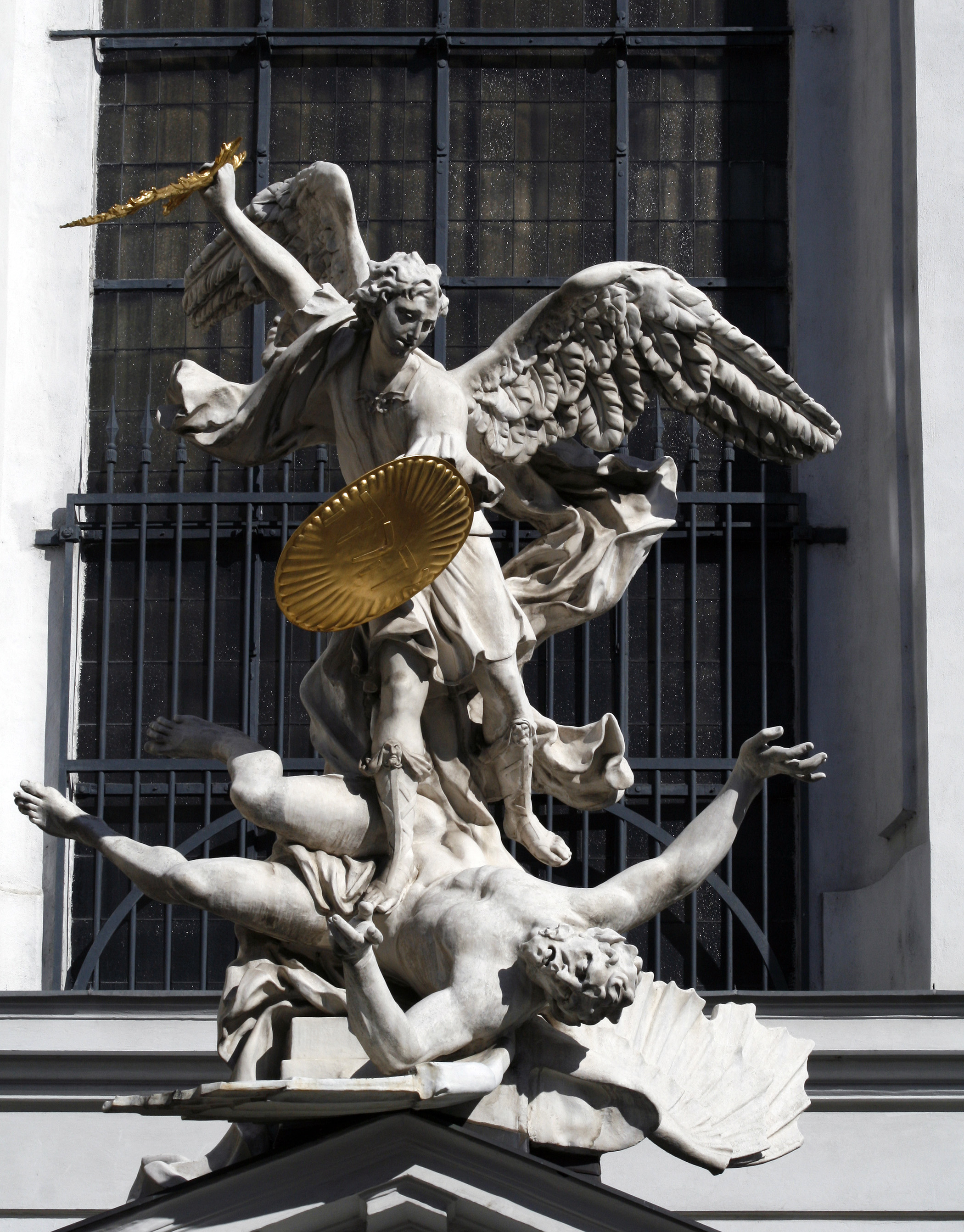
Michaelerkirche, Erzengel Michael

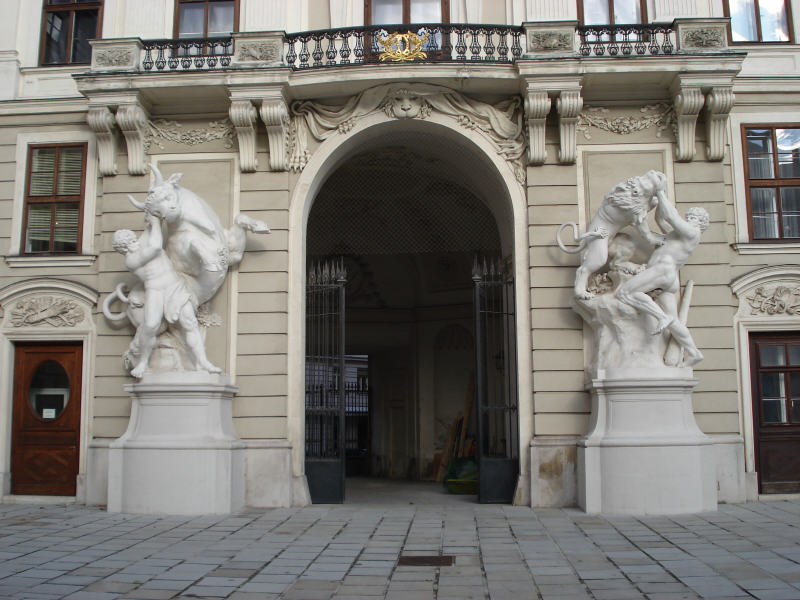
Reichskanzleitrakt der Wiener Hofburg

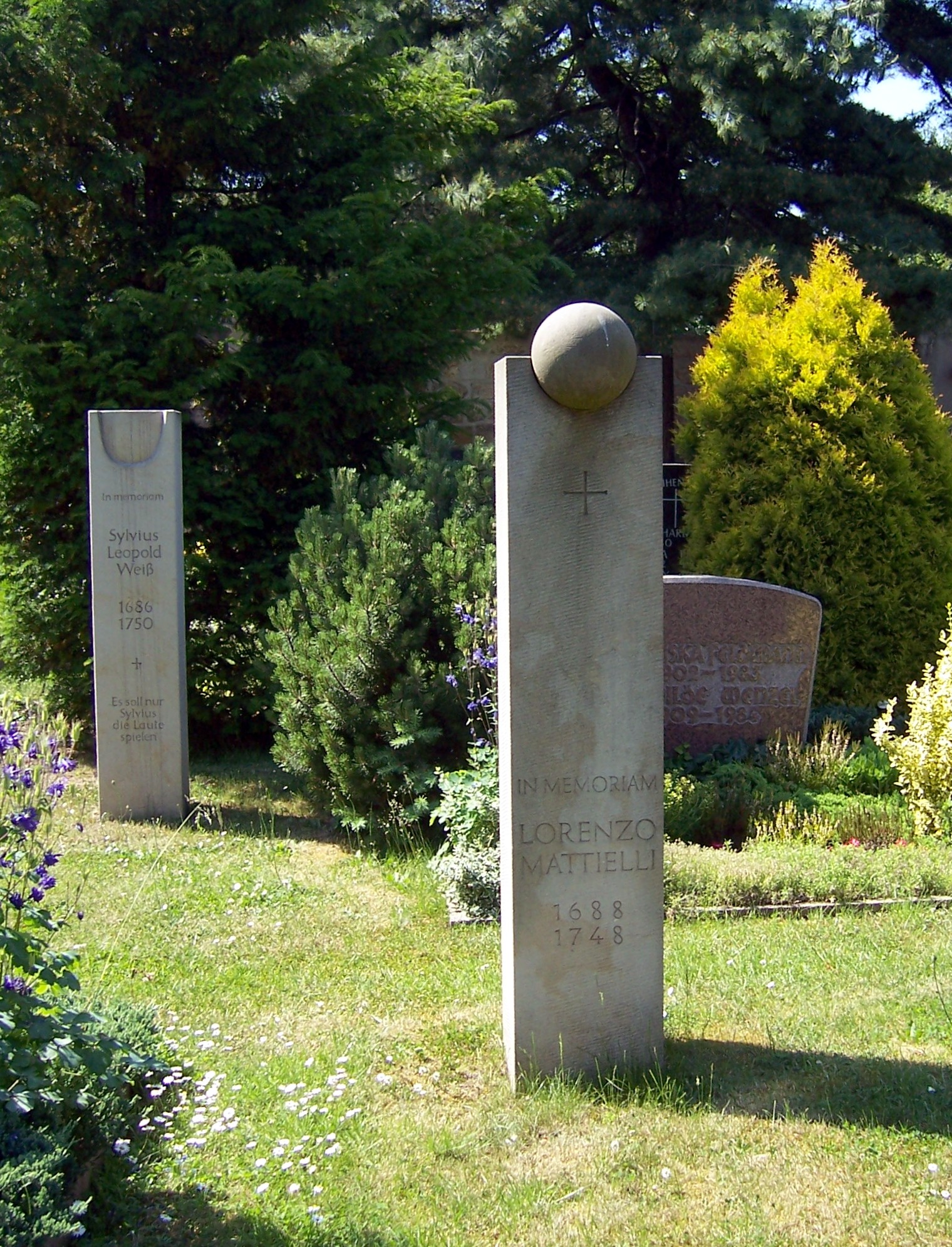
Gedenkstele an Lorenzo Mattielli auf dem Alten Katholischen Friedhof in Dresden

Lorenzo Mattielli (auch Lorenzo Matielli) (* 1687 in Vicenza, Republik Venedig; † 28. April 1748 in Dresden, Kurfürstentum Sachsen) war ein italienischer Bildhauer, der vor allem in Wien und Dresden wirkte.

## Leben
Lorenzo Mattielli zählt zu den bedeutendsten italienischen Künstlern des Barock. Nach der Ausbildung bei Bildhauer Orazio Marinali (1643–1720) wirkte er ab 1711 mit Unterstützung von Wilhelmine Amalie von Braunschweig-Lüneburg, Frau des Kaisers Joseph I., für den Wiener Hof, den Wiener Hochadel und die Römisch-Katholische Kirche. 1714 wurde er zum Kaiserlichen Hofbildhauer ernannt.

### Arbeit im kaiserlichen Wien
In Wien arbeitete er unter anderem an der skulpturalen Ausstattung der Wiener Hofburg, „4 Arbeiten des Herkules“ am Reichskanzleitrakt im Burghof, an den seitlichen Portalreliefs im Stadtpalais von Prinz Eugen von Savoyen, dem Palais Schwarzenberg, am Zeughaus der Feuerwehr am Platz Am Hof, der Karlskirche, im Schloss Thürnthal sowie in den Klöstern in Melk, Klosterneuburg und Mariazell. Außerdem schuf er für die Karlskirche die Giebelfigur des hl. Karl Borromäus, die Personifikationen von Religion, Barmherzigkeit, Bußfertigkeit und Gebetseifer auf der Attika, ebenso die Engelsfiguren am Tambour, die bekrönenden Adler der großen Säulen, die Engel des Hochaltares und an der Michaelerkirche die Engelssturzgruppe. Einer seiner wichtigen Mitarbeiter war der junge Bildhauer Johann Joseph Resler.

### Der kaiserliche Steinbruch
Lorenzo Mattielli arbeitete vor allem mit dem Zogelsdorfer Stein, damals als Eggenburger Stein bezeichnet. Bei Steinerkundungen konnte auch der Kalkstein von Kaisersteinbruch für Bildhauerarbeiten an folgenden Objekten nachgewiesen werden:
Palais Lobkowitz,
Winterpalais des Prinzen Eugen,
Vermählungsbrunnen und
Schöpfbrunnen auf dem Mehlmarkt.
Im Jahr 1737 beteiligte er sich an der Ausschreibung zum Providentiabrunnen auf dem Mehlmarkt (heute Neuer Markt), die erstmals von den selbstbewussten Bürgern der Stadt Wien veranstaltet wurde, den Auftrag erhielt aber der junge Georg Raphael Donner.

### Arbeit im kurfürstlichen Dresden
Im Jahr 1738 wurde Mattielli von Kurfürst Friedrich August II. in Dresden zum „Beauftragten für antike und moderne Statuen“ ernannt. Im Oktober 1739 erhielt er als Erster Königlicher Hofbildhauer den Auftrag, 78 überlebensgroße Statuen für die Katholische Hofkirche anzufertigen, die sich noch heute am Gebäude befinden.
In seiner Dresdner Zeit arbeitete er zudem von 1741 bis 1746 im Barockgarten des Palais Brühl-Marcolini an seinem Hauptwerk, dem Neptunbrunnen, einer 40 Meter breiten, dreistöckig angelegten Brunnenanlage. Weiter schuf Mattiellis Werkstatt die Treppenhausfiguren und Brunnen für das Palais Brühl, das Palais Moszyńska, das Jagdschloss Hubertusburg sowie für zahlreiche andere Bauten.
Mattielli verstarb 1748 in Dresden und wurde auf dem Alten Katholischen Friedhof beigesetzt. Sein Grabstein ist nicht erhalten. Daher erinnert seit 2001 eine Gedenkstele auf dem Friedhof an ihn.
Im Jahr 1901 wurde in Wien-Wieden (4. Bezirk) die Mattiellistraße nach ihm benannt. In Klosterneuburg gibt es einen Lorenzo-Mattielli-Weg.